# Ta Kung Pao
Ta Kung Pao is een traditioneel Chineestalige krant in Hongkong en een vereenvoudigd Chineestalige in Volksrepubliek China. Het is de oudste Chinese krant die nog bestaat. De krant heeft haar hoofdkantoor in Hongkong en wordt sinds 1949 gesubsidieerd door de Chinese staat. De krant dient tevens als spreekbuis van de Chinese communistische partij.
In juni 2002 werd de honderdste verjaardag van de krant gevierd. De belofte van de Chinese staat dat pro-communistische kranten in Hongkong na 1997 niet meer gesubsidieerd zouden worden, is niet uitgekomen.
Ta Kung Pao wordt erg gewaardeerd door de Chinese communistische partij, Volksrepubliek China en Chinees-nationalisten, omdat de krant links en voorstander is van een goede vriendschap tussen Hongkong en het vasteland van China.

## Geschiedenis

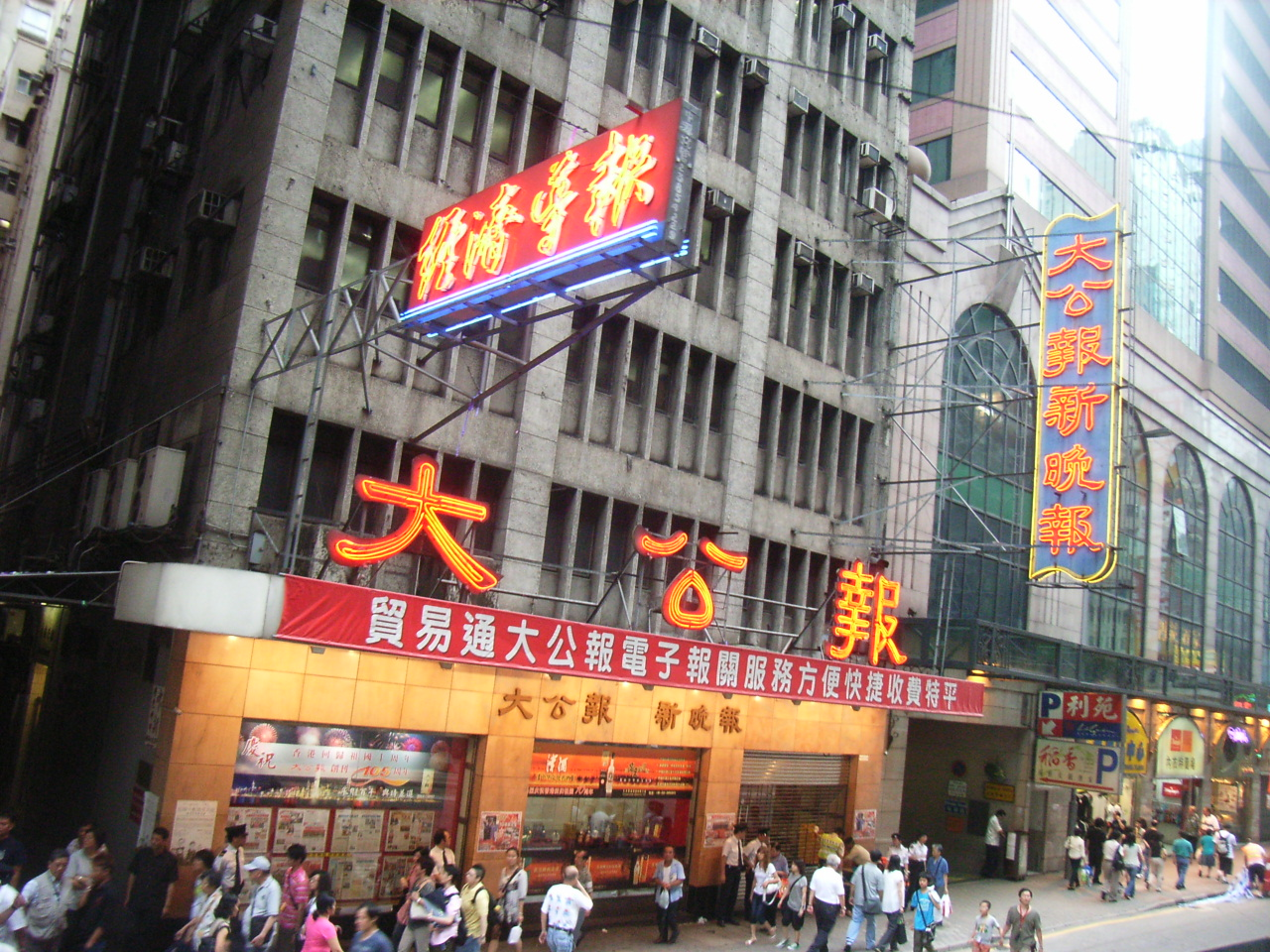
Hoofdkantoor van Ta Kung Pao in Wan Chai, Hongkong

Ying Lianzhi richtte Ta Kung Pao op in de stad Tianjin, op 17 juni 1902. Het motto van de krant was: "Help China om een moderne en democratische staat te worden". De krant was ook voorstander van de vier-nietsisme. De ideologie was voor neutraliteit en tegen meningen van partijen, overheden, commerciële bedrijven en personen.
De krant uitte kritiek op keizerin-weduwe Cixi en conservatieve leiders van keizerrijk China tijdens de vroegste jaren van de krant. De krant gebruikte baihua in plaats van wenyanwen. Ta Kung Pao was zeer modern en progressief voor zijn tijd, wat ook bleek uit de aanstelling van een vrouwelijke redacteur in 1904.
Na de stichting van de Chinese republiek verloor de krant vele lezers en werd in 1916 verkocht aan Wang Zhilong.
Tijdens de Tweede Chinees-Japanse Oorlog en de Tweede Wereldoorlog had Ta Kung Pao veel kritiek op de Japanners en de Japanse bezetting in Azië. Journalisten van de krant vluchtten toen naar steden zoals Shanghai, Hankou, Chongqing, Guilin en Hongkong.
In 1995 was Ta Kung Pao de eerste Chinese krant ter wereld die een website startte.